# اوراق بهادار با پشتوانه دارایی
اوراق بهادار با پشتوانه دارایی (به انگلیسی: asset-backed security) بیانگر اوراق بهاداری است، که در بردارنده انتفاع مالی ناشی از پرتفویی از دارایی‌هاست. به صورت مفهومی ساختار این اوراق مشابه اوراق قرضه با پشتوانه رهنی است.
اوراق قرضه دارایی برای ناشرشان جذاب هستند، زیرا ساختار آن‌ها این اجازه را می‌دهد، که دارایی‌های خود را از ترازنامه خارج کرده و سرمایه خود را برای فعالیت‌های دیگر آزاد کنند. همچنین اوراق قرضه دارایی برای ناشر این امکان را فراهم می‌کند، که دارایی‌های تضمین نشده و زیر درجه سرمایه‌گذاری خود را در سطح درجه سرمایه‌گذاری، به فروش برساند.
اوراق بهادار متکی بر دارایی‌ها، نوعی تأمین منابع مالی در بازار سرمایه است، که ارتباطی با کیفیت اعتباری شرکت متقاضی ندارد، به نحوی که در صورت لزوم، حتی می‌توان هویت شرکت یا شرکت‌های متقاضی این روش تأمین منابع مالی را، از سرمایه‌گذاران مخفی نگه داشت.
انتشار اوراق بهادار با پشتوانه دارایی‌ها، نوعی فرایند محسوب می‌شود، به نحوی که در آن مجموعه‌ای از دارایی‌های مولد یک شرکت به منظور انتشار اوراق بهادار قابل عرضه به سرمایه‌گذاران گردآوری و به شرکتی که به همین منظور تشکیل یافته‌است، واگذار می‌شود. درآمدهای حاصله از دارایی‌های مولد واگذاری شده، پس از کسر هزینه‌های مدیریتی، در پرداخت بهره یا سود به دارندگان این اوراق که به شکل اوراق قرضه یا سهام هستند، به کار می‌رود.
انتشار اوراق بهادار با پشتوانه دارایی از سال ۱۹۷۰ با اوراق بهادار همراه با وثیقه رهنی در ایالات متحده آمریکا آغاز شد.